# Hadsund Kommune
Hadsund Kommune i Nordjyllands Amt blev dannet ved kommunalreformen i 1970. Ved strukturreformen i 2007 indgik den i Mariagerfjord Kommune sammen med Hobro Kommune, Mariager Kommune, Arden Kommune m.v.

## 1937
Den første Hadsund Kommune (1937-1970) blev dannet 1. november 1937 ved sammenlægning af de 2 sognekommuner Skelund-Visborg mod øst og Vive mod vest. Ved den sidste folketælling inden sammenlægningen var dens indbyggertal 6.594. Dyrlæge Winding blev den første sognerådsformand i Hadsund Kommune.

## 1970
Ved kommunalreformen blev 2 sognekommuner lagt sammen til den nye Hadsund Kommune:
| Kommune | Folketal 1. januar 1970 | Byer                                |
| ------- | ----------------------- | ----------------------------------- |
| Hadsund | 6.900                   | Hadsund, Skelund, Veddum og Visborg |
| Als     | 2.325                   | Als, Øster Hurup                    |
| I alt   | 9.225                   |                                     |

Hertil kom at Falslev-Vindblæs sognekommune med 2.475 indbyggere blev delt: Den nordlige del af Vindblæs Sogn med byområdet Hadsund Syd og dele af landsbyerne Ajstrup, Haderup og Lystrup kom til Hadsund Kommune. Resten af sognekommunen kom til Mariager Kommune.

## Sogne
Hadsund Kommune bestod af følgende sogne, alle fra Hindsted Herred undtagen Vindblæs Sogn, som hørte til Gjerlev Herred:
- Als Sogn
- Hadsund Sogn
- Skelund Sogn
- Visborg Sogn
- Vive Sogn
- Del af Vindblæs Sogn

## Borgmestre[4]
| Periode   | Navn             | Parti             |
| --------- | ---------------- | ----------------- |
| 1970-1986 | Tage Jespersen   | Venstre           |
| 1986-1994 | Lau Jensen       | Socialdemokratiet |
| 1994-1995 | Jens-Erik Bech   | Socialdemokratiet |
| 1995-2006 | Karl Christensen | Socialdemokratiet |

## Befolkning
- Befolkning (♀ 5452 + ♂ 5466) = 10.918 alder 0-6: 7,5%
  - alder 7-16: 13,3%
  - alder 17-66: 63,9%
  - 67 år +: 15,3%

- Befolkningstæthed: 64,2 indbyggere / km ²
- Arbejdsløshed: 5,9% af befolkningen i alderen 17-66 år
- Udlændinge fra EU, Norden og USA : 74 og 10 000 mennesker
- Udlændinge fra lande i den tredje verden : 176 og 10 000 mennesker
- Antal skoler : 3 (antal klasser: 59)

## Største byer i den nu nedlagte Hadsund Kommune
| Nr | By          | Indbyggere | Indbyggere | Indbyggere | Indbyggere | Indbyggere | Indbyggere | Indbyggere | Indbyggere |
| Nr | By          | 1997       | 2006       | 2007       | 2008       | 2009       | 2010       | 2011       | 2012       |
| -- | ----------- | ---------- | ---------- | ---------- | ---------- | ---------- | ---------- | ---------- | ---------- |
| 1  | Hadsund     | 5.103      | 5.526      | 5.524      | 5.542      | 5.484      | 5.498      | 5.519      | 5.457      |
| 2  | Als         | 916        | 938        | 928        | 936        | 963        | 948        | 932        | 938        |
| 3  | Øster Hurup | 687        | 653        | 673        | 653        | 656        | 660        | 749        | 750        |
| 4  | Skelund     | 500        | 511        | 511        | 496        | 492        | 490        | 463        | 445        |
| 5  | Visborg     | 498        | 472        | 445        | 456        | 436        | 441        | 424        | 426        |
| 6  | Veddum      | 415        | 486        | 470        | 478        | 470        | 462        | 425        | 377        |
| 7  | Vive        |            |            |            |            |            |            |            | 210        |
| 8  | Helberskov  |            |            |            |            |            |            |            | 160        |
| 9  | Glerup      |            |            |            |            |            |            |            | 60         |

## Statistisk kilde
- Danmarks Statistik – statistikbanken.dk
- Info om Vive, Helberskov og Glerups indbyggertal Arkiveret 12. september 2011 hos  Wayback Machine.